# Den kongelige kro (Skanderborg)
Den kongelige kro i Skanderborg var beliggende, hvor de nuværende ejendomme Adelgade 6A – 18, Louisenlund 2A – 8 og Borgergade 34 - 38 ligger.
Den meget præcise placering og størrelse er veldokumenteret via Christian IV´s udstykning af den gamle kro i 1620. 
Kroen var et meget stort trefløjet anlæg med krostuer og værelser. Det skønnes, at kroen kunne huse 90 gæster i bekvemme højloftede rum. Inde i det trefløjede anlæg opførtes stalde til ca. 90 heste, udhuse og brønde m.v.
Baggrunden for kroens opførelse fremgår af Frederik II`brev af 4. marts 1581 til lensmanden på Skanderborg Slot, Claus Nielsen Glambech (1573-1589):
Da kongen noksom har erfaret, hvor ringe og ubekvem lejlighed der er ved Skanderborg Slot, så hverken kongens hofsinder og andre ærinde til kongen, kunne få behørigt logi, er han selv bleven hoftjenere eller hans undersotter og fremmede, der komme did i enig med Baltzer Tømmermand om, at denne til sommer på egen bekostning og underholdning skal hugge og bygge en ny kro ved slottet og forsyne den med kamre, døre, lofter, lægter og alt andet tømmerværk, således som  kongen selv nærmere har anvist ham, hvorfor han skal have 1.200 Dlr., 1 læst korn, 1 læst sild og 2 tdr. smør. Claus Gambeck derfor straks til foråret lade tage fat på bygningen af kroen, skaffe Baltzer hvad han behøver dertil og efterhånden levere ham ovennævnte penge og fetalje.
Når krohusene ere tilhugne og opsatte, skal han lade dem mure og forsyne med vinduer, skorstene og andet tilbehør.
Al udgiften skal han lade indskrive i regnskabet.
Brevet igangsætter byggearbejdet på den kongelige kro i sommeren 1581 og anviser en del af finansieringen.             
Det fremgår af brevet til Lensmanden, at Frederik II personligt har givet den kongelige tømrer, Baltzar Tømmermand, nærmere anvisninger omkring opførelse af den nye kro ved Skanderborg Slot. Vi kan kun gisne om disse anvisninger, der som ved andre byggerier kan have drejet sig om byggegrunden og bygningernes placering herpå, byggeriets størrelse, udformning og materialer.
Det omfattende byggearbejde skrider fremad, men som så ofte i byggesager er der merudgifter.
Den 17. februar 1583 befaler kongen, at der skal udbetales 50 Dlr. til kongens tømmermand Baltzer for nogle skillerum, udskure og karnapper samt tømrerarbejdet ved skorstenene, der ikke var omfattet af den første kontrakt om kroens bygning.
Primo 1584 afsluttes byggearbejdet, og kromand Christoffer Jensen får som den første bestalling til at drive kroen den 26. maj 1584 frem til 1587.
Personale/folkehold, drift og vedligeholdelse  af  bygningskomplekset må have været meget store, og Frederik II giver  kromanden helt ekstraordinære privilegier og tilskud til driften: 
Tiende af Framlev og Skivholme sogne uden afgift.
Jord til udsæd af 4 ørt korn.
Eng til 20 læs hø.
Fri olden til 50 hjemmefødte svin i kronens skove.
Fri brændsel i kronens skove.
Frit fiskeri i søen med små garn og ruser.
Fri græsning til 10 køer, 40 får og 6 øg.
1 læst afgiftsfri Rostockøl til aftapning i kroen. (1 læst = 14 tønder = 1.840 l.)
Til gengæld skal kromanden sørge for god indkvartering af hoffolk, fremmede og deres heste til en rimelig pris, og vedligeholde  de mange bygninger.  
Efter Christoffer Jensen var de øvrige kromænd: 
Urban Null	1587 – 1603
Knudt Rollii	1603 – 1607
Melchior Smed	1607 – 1609
Claus Henriksen	1509 – 1620
Fredrik II udvidede Skanderborg Slot til et stort 4-fløjet renæssanceanlæg.
Kongen elskede jagt og opsatte et plankeværk omkring dyrehaven, så de vildsvin han fik udsat, blev holdt inde  – og krybskytterne ude. 
På den kongelige kro tæt ved slottet kunne jagtvenner og andre bekvemt indkvarteres.
Kroens indretning og udseende er stort set ukendt – ud fra de kendte kilder er det eneste vi ved, at den var opført i bindingsværk med karnapper og murede tavl og skorstene samt fuldt indrettet med inventar – men hvilket og hvor meget vides ikke.
Det store 3-fløjede anlæg må have haft en del porte, så heste og foder kunne føres ind til staldene i den indre gård, der ligeledes må have haft flere vandbrønde, som der måske kan findes rester af?
Det er nu ca. 400 år siden, at kroen blev nedlagt. De ejendomme, som kroen bestod af oprindeligt, blev omdannet til private beboelser, ombygget, nedrevet og genopbygget mange gange, så sporene efter Fredrik II´s store kro er vanskelige at finde.
Den må imidlertid have været et imponerende syn i 1584 med sine flere hundrede meter lange bindingsværksfader med porte og karnapper.
Sidehuset til Louisenlund 6 kan med sit høje slanke bindingsværk og tegltag  måske give et indtryk af den kongelige renæssancekro.